# Cara Paraná
Cara Paraná je rijeka u Kolumbiji, pritoka rijeke Putumayo. Pripada porječju rijeke Amazone.